# Белавино (Новгородская область)
Белавино — деревня в Боровичском муниципальном районе Новгородской области, с 12 апреля 2010 года входит в Волокское сельское поселение.

## География
Деревня расположена на северо-западе района, на Валдайской возвышенности, на западном берегу озера Пелено, северо-востоку от административного центра поселения — деревни Волок. Белавино находится в 10 км к юго-востоку от прежнего административного центра сельского поселения — посёлка Кировский.

## История
О древнем заселении здешних мест свидетельствует памятники археологии VIII—X вв. регионального значения: группа сопок (7 насыпей), расположенные на северной окраине и в южной части деревни, а также селище на правом берегу ручья, впадающего в озеро Пелено.
В Новгородской губернии Белавино относились к Бельской волости Боровичского уезда. Часть деревни Белавино и озера Пелено до 1764 года принадлежали Новгородскому Антониевому монастырю. В Белавино была построена часовня во имя преподобного Нила Столобенского, считают что она выстроена на алтаре монастырского храма, разрушенного в Смутное время. По легендам, от существовавшего здесь древнего монастыря должны сохраниться монастырские колокола и церковная утварь, которые якобы закопаны в окрестностях деревни в XVII веке.
В 1917 году в Белавино — центр Белавинской волости Боровичского уезда Новгородской губернии. По постановлению ВЦИК от 3 апреля 1924 года Белавинская волость была упразднена, а деревня Белавино Белавинского сельсовета вошла в состав Волокской волости уезда. Затем, с августа 1927 года, деревня — центр Белавинского сельсовета новообразованного Боровичского района новообразованного Боровичского округа в составе переименованной из Северо-Западной в Ленинградскую области. По постановлению ЦИК и СНК СССР от 23 июля 1930 года Боровичский округ был упразднён, а район перешёл в прямое подчинение Леноблисполкому. Население деревни Белавино в 1940 году было 159 человек. Указом Президиума Верховного Совета СССР от 5 июля 1944 года была образована Новгородская область и Боровичский район вошёл в её состав.
Решением Новгородского облисполкома № 359 от 8 июня 1954 года Белавинский сельсовет был упразднён, а Белавино вошло в состав Спасского сельсовета с центром в деревне Спасское. Решением № 296 Новгородского облисполкома от 9 апреля 1960 года Спасский сельсовет тоже был упразднён, а Белавино вошло в состав в Выглядовского сельсовета, а в связи с перенесением центра Выглядовского сельсовета на центральную усадьбу совхоза им. Кирова Выглядовский сельсовет был переименован в Кировский.
Во время неудавшейся всесоюзной реформы по делению на сельские и промышленные районы и парторганизации, в соответствии с решениями ноябрьского (1962 года) пленума ЦК КПСС «о перестройке партийного руководства народным хозяйством» с 10 декабря 1962 года и сельсовет и деревня вошли в крупный Боровичский сельский район, а 1 февраля 1963 года административный Боровичский район был упразднён. Пленум ЦК КПСС, состоявшийся 16 ноября 1964 года, восстановил прежний принцип партийного руководства народным хозяйством, после чего Указом Верховного Совета РСФСР от 12 января 1965 года сельские районы были преобразованы вновь в административные районы и решением Новгородского облисполкома от 12 января 1965 года и Кировский сельсовет и деревня Белавино вновь в Боровичском районе.
По результатам муниципальной реформы деревня вошла в состав муниципального образования — Кировское сельское поселение Боровичского муниципального района (местное самоуправление), по административно-территориальному устройству была подчинена администрации Кировского сельского поселения Боровичского района. С 12 апреля 2010 года Кировское сельское поселение было упразднено, а деревня вошла в состав Волокского сельского поселения.

## Люди, связанные с деревней
Уроженец деревни, 1881 года, Иван Платонович Платонов, в 1917 году служил в Царском Селе где содержалась под арестом царская семья, затем военный руководитель Бельской волости, делегат II конгресса Коминтерна в Петрограде в 1920 году.

## Транспорт
Проезд в деревню через деревню Родишкино, до которой есть автодорога от посёлка Кировский.

## Население
| 1989 | 2002 | 2006 | 2008 | 2009 | 2010 |
| ---- | ---- | ---- | ---- | ---- | ---- |
| 13   | ↘5   | ↘4   | ↘2   | →2   | ↘1   |

По переписи населения 2002 года, в деревне Белавино проживали 5 человек (все русские)